# Гран-Парадизо (национальный парк)
Национальный парк Гран-Парадизо или Гран-Паради́ (итал. Parco nazionale del Gran Paradiso, фр. Parc national du Grand-Paradis) — старейший национальный парк Италии, расположен в горных районах вокруг одноименного пика на границе Валле-д’Аосты и Пьемонта.

## История
В начале XIX века благодаря спортивной охоте и в лечебных целях практически были истреблены альпийские горные козлы, их местом проживания осталась только область в Гран-Парадизо. Численность горных козлов во всём регионе не превышало 100 особей. Из-за тревожного сокращения горных козлов Виктор Эммануил II, вскоре ставший королём Италии, в 1856 году объявил Гран-Парадизо королевским охотничьим заповедником.
В 1922 году Виктор Эммануил III, внук короля Виктора Эммануила II, передал парку 22 кв. км и основал первый национальный парк в Италии. Тогда в Гран-Парадизо насчитывалось около 4000 горных козлов, однако из-за браконьерства уже к 1945 году в осталось лишь 419 представителей вида. Только благодаря усилению мер безопасности число особей снова начало увеличиваться и сейчас составляет около 4000.

## География

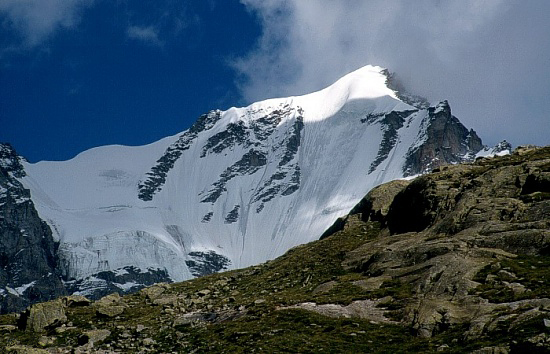
Пик Гран-Парадизо

Парк расположен в Грайских Альпах, в регионах Пьемонт и Валле-д’Аоста на северо-западе Италии. Площадь парка составляет 703 квадратных километра: 10 % из них — леса, 16,5 % — используется для сельского хозяйства и пастбищ, 24 % — не возделывается, а 40 % классифицируется как совершенно стерильные, нетронутые человеком места, а 9,5 % от всей площади парка занимают 57 ледников. Горы и долины парка разрезаются ледниками и реками. Парк находится на высотах в диапазоне от 800 до 4 061 метров, и имеет среднюю высоту около 2 000 метров. Долина этажа в парке покрыты лесами. На больших высотах есть высокогорные альпийские луга. Скалы и ледники располагаются выше, чем луга. Гран Парадизо является единственным горным парком в пределах границ Италии, который имеет высоту более 4 000 м. Горы Монблан и Маттерхорн видно с вершины Гран-Парадизо. В 1860 году Джон Кауэлла стал первым, кто поднялся на вершину Гран-Парадизо. На западе парк граничит с французским Национальным парком Вануаз, эти два парка вместе взятые составляют крупнейший охраняемый регион в Западной Европе. Они сотрудничают в области контроля популяции козлов, которые сезонно перемещаются через их границы.

## Флора
Леса очень важны для жизни парка, поскольку они предоставляют жильё для большого числа животных. Они являются естественной защитой от оползней, лавин и наводнений. Двумя основными типами леса в парке являются хвойные и лиственные леса. В лиственных лесах наиболее распространён европейский бук на стороне парка в Пьемонте, но его нет на более засушливой стороне в Валле-д’Аоста. Эти леса являются густыми с плотной листвой, которая пропускает очень мало света в течение лета. Листья бука очень долго разлагаются и образуют толстый слой на земляной поверхности леса, который препятствует развитию других растений, в том числе деревьев. Лиственницы являются наиболее распространёнными деревьями в лесу в нижней части долины. Они перемешаны с елями, швейцарскими соснами, реже с пихтами.
Клён и липа растут в оврагах. Такие леса имеются только в изолированных районах, они находятся на грани вымирания. Дуб пушистый является более распространенным в аостской долине, чем в Пьемонте из-за высоких температур и меньшего количества осадков. Дуб не является типичным видом для парка и часто смешивается с обыкновенной сосной. Каштановые рощи парка появились путём культивирования человеком для получения древесины и плодов. Каштан редко растет выше высоты 1 000 метров, и наиболее большие каштановые леса находятся в парке со стороны Пьемонта. Хвойные леса парка включают в себя рощи сосны обыкновенной, в еловых лесах преобладает ель, встречается швейцарская каменная сосна, часто смешивается с лиственницей. Лиственницы и кедры в лесах встречаются до самого высокого субальпийские уровня (2 200 — 2 300 метров)).
На больших высотах деревья постепенно редеют, присутствуют альпийские пастбища. Эти пастбища богаты цветами в конце весны. Полевые растения в высокогорных лугах парка включают дикую фиалку трёхцветную (Viola tricolor), различные виды горечавки (Gentiana), лилию кудреватую (Lilium martagon), рододендрон ржавый (Rhododendron ferrugineum). Во время цветения эти растения привлекают большое количество бабочек, в том числе аполлонов, белянок и камилл. В парке много скал. Они в основном расположены выше границы леса и альпийских пастбищ. Эти области имеют на поверхности породу и щебень. Альпийские растения адаптировались к этим местам обитания, став более низкорослыми, увеличив опушённость, изменив окраску надземных органов, а также приобретя более развитую корневую системы. Около 1500 видов растений можно увидеть в ботаническом саду Paradisia в деревне Вальнонте (фр. Valnontey) в коммуне Конь (фр. Cogne) на территории парка.

## Фауна

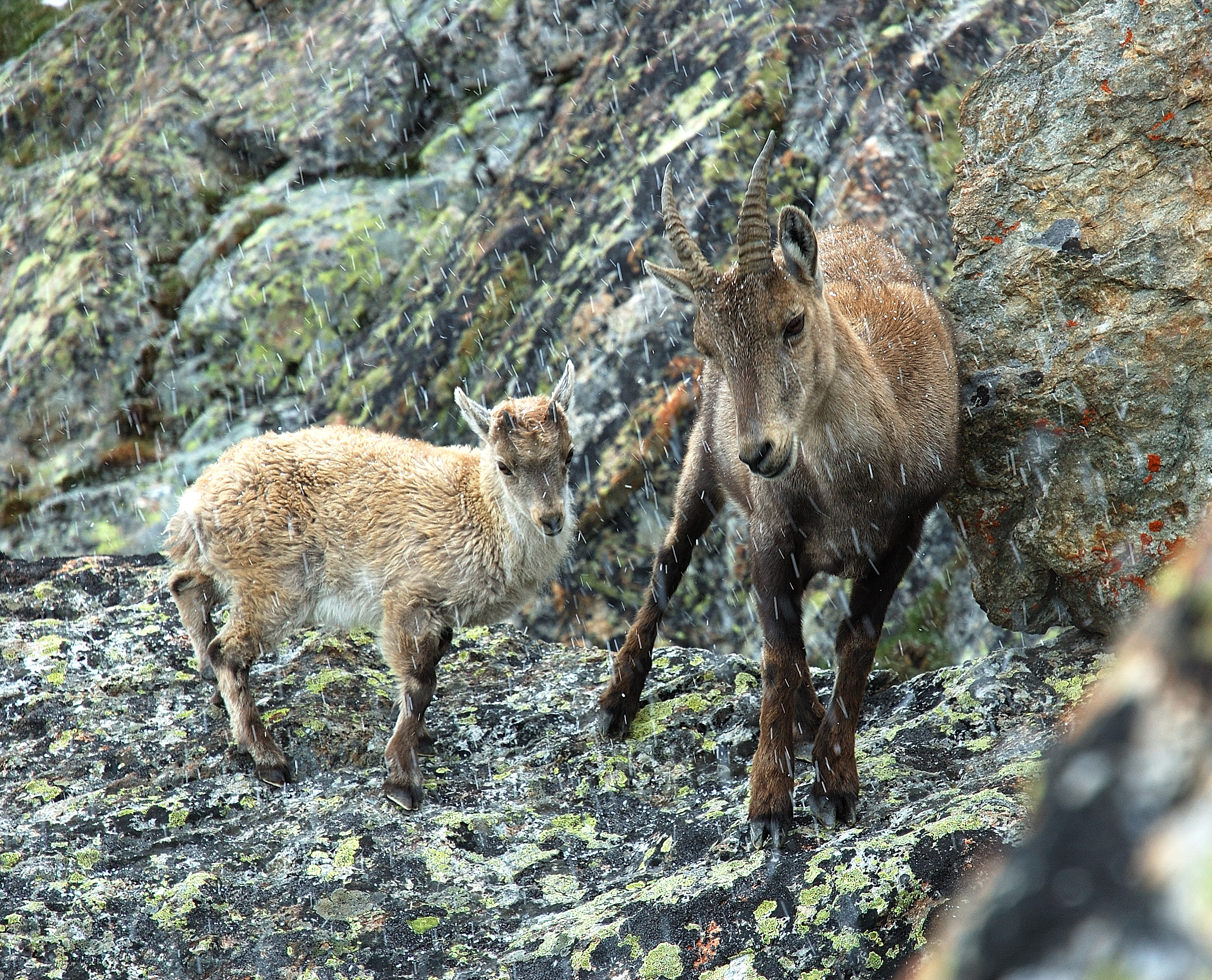
Горный альпийский козёл, Валле-д’Аоста

Козлы пасутся на богатых травой горных пастбищах летом, и спускаются пониже в зимнее время. Соседство итальянского парка с французским национальным парком обеспечивает круглогодичную поддержку питанием для козерогов. В парке обитают такие виды животных, как горностай, лесной хорёк, заяц, евразийский барсук, горная серна. Козерог и серна проводят большую часть года выше линии деревьев. Они спускаются в долину зимой и весной. Альпийский сурок кормится вдоль снеговой линии.
В парке присутствует более 100 видов птиц, в том числе евразийский филин, куропатка, альпийская завирушка и клушица. Беркуты гнездятся на скалистых выступах, а иногда и на деревьях. Стенолазы селятся на крутых скалах. В лесах парка есть красно-черные хохлатые дятлы и пятнистые ореховки.
| Название                | Научное название        |
| ----------------------- | ----------------------- |
| Млекопитающие           |                         |
| Альпийский горный козёл | Capra ibex              |
| Барсук                  | Meles meles             |
| Горностай               | Mustela erminea         |
| Заяц-беляк              | Lepus timidus           |
| Ласка                   | Mustela nivalis         |
| Лесная куница           | Martes martes           |
| Обыкновенная лисица     | Vulpes vulpes           |
| Серна                   | Rupicapra rupicapra     |
| Альпийский сурок        | Marmota marmota         |
| Птицы                   |                         |
| Альпийская завирушка    | Prunella collaris       |
| Белобрюхий стриж        | Apus melba              |
| Белозобый дрозд         | Turdus torquatus        |
| Беркут                  | Aquila chrysaetos       |
| Большой пёстрый дятел   | Picoides major          |
| Воробьиный сыч          | Glaucidium passerinum   |
| Желна                   | Dryocopus martius       |
| Желтоголовый королёк    | Regulus regulus         |
| Мохноногий сыч          | Aegolius funereus       |
| Ворон                   | Corvus corax            |
| Пёстрый каменный дрозд  | Monticola saxatilis     |
| Певчий дрозд            | Turdus philomelos       |
| Садовая славка          | Sylvia borin            |
| Скалистая ласточка      | Ptyonoprogne rupestris  |
| Снежный вьюрок          | Montifringilla nivalis  |
| Снегирь                 | Pyrrhula pyrrhula       |
| Тетерев-косач           | Tetrao tetrix           |
| Турач                   | Francolinus francolinus |
| Тундряная куропатка     | Lagopus mutus           |
| Рыбы                    |                         |
| Кумжа                   | Salmo trutta            |

## Туризм
Парк легко доступен и связан высокоскоростными автомагистралями с Францией и Швейцарией. Есть гостиницы и рестораны, близкие к границам парка. С апреля по октябрь — излюбленное время для посетителей. Семьи и случайные посетители предпочитают северную часть парка из-за его высоких гор, захватывающего вида и большого числа гостиниц и мест для пикников. Серьёзные туристы едут в южные долины. Посетители смогут увидеть пасущихся козлов и серн на Гран Пьяно (итал. Gran Piano di Noasca). Гости могут остановиться в кемпингах, приютах и горных хижинах и летом и зимой. В парке есть туристические природные тропы различной длины и сложности. Парк стал настолько популярен среди курортников, что мусор стал большой проблемой, а шумовое загрязнение и трассы вредят хрупкой окружающей среде. Лыжники используют парк в зимний период. В непосредственной близости от парка и в его окрестностях есть несколько спорных строений, предлагаемых к сносу.

## Внешние ссылки
- Министерство окружающей среды Италии. Архивировано из оригинала 11 декабря 2007 года.
- Веб-сайт парка